# Küttiger Dachapfel
Der ‘Küttige Dachapfel’ (14-001-572), auch einfach ‘Dachapfel’ genannt, ist eine Sorte des Apfels (Malus domestica), die in der Aargauer Gemeinde Küttigen entdeckt und deshalb nach dieser benannt wurde. Die Sorte ‘Küttiger Dachapfel’ wird von ProSpecieRara gelistet, die sich für die Rettung genetischer und kulturhistorischer Vielfalt der Kulturpflanzen und Nutztiere für künftige Generationen einsetzt.

## Botanik
Der ‘Küttige Dachapfel’ ist eine Sorte der Art Kulturapfel (Malus domestica). Die Früchte dieser Sorte sind mittelgross und rundlich abgeplattet. Dabei werden sie 60 bis 65 Millimeter breit und 54 bis 60 Millimeter hoch. Der Kelch ist halboffen bis geschlossen und die Kelchgrube ist flach schüsselförmig. Der Stiel ist kurz und dick, oft knopfig, und die grünliche Stielgrube ist tief und trichterförmig, worin sich manchmal Rost bilden kann. Die Schale ist glatt und wird während der Lagerung etwas fettig. Die Grundfarbe der Früchte ist anfangs grün, später gelb und die Deckfarbe verwaschen, marmoriert bis flächig rot mit deutlich sichtbaren, hellen Rostpunkten, die auf der Schattenseite deutlich schwächer ausgeprägt sind. In der Stielhöhle bildet sich manchmal Rost.
Das Fruchtfleisch ist gelblichweiss, mürbe, saftig, duftend und hat einen parmänenartigen Geschmack. Die Kernhausfächer sind geschlossen mit meist nur einem Kern.

## Anbau und Verbreitung
Der ‘Küttige Dachapfel’ wurde um 1770 als Zufallssämling entdeckt und dann gepfropft. Weil der Garten aufgegeben wurde, hatte der Züchter den Baum unter das Strohdach des Vaterhauses versetzt, daher kommt der Name ‘Dachapfel’. Die Sorte wurde in der Gemeinde Küttigen verbreitet und wächst auch in Höhenlagen bis zu 1000 Meter über dem Meeresspiegel.
Der ‘Küttige Dachapfel’ ist robust gegenüber Krankheiten und Schädlingen und zeigt ein kräftiges Wuchsverhalten. Er blüht erst Mitte Mai, was ihn vor späten Frösten und ähnlichem bewahren kann, die Sorte ist unempfindlich gegenüber dem Blühverhalten.

## Ernte und Lagerung
Der ‘Küttige Dachapfel’ bringt gute Ernten und trägt fast jedes Jahr. Die Äpfel werden Mitte Oktober geerntet und sind bis Ende Januar sehr gut haltbar. Danach verlieren sie an Frische und Geschmack.

## Verwendung und Geschmacksprofil
Der ‘Küttige Dachapfel’ wird als Wirtschaftssorte und für Dörrobst verwendet. Das Fruchtfleisch ist gelblichweiss, mürbe, saftig und duftend mit einem parmänenartigen, weinsäuerlichen, leicht herben, wenig süßen Geschmack. Beim Aufschneiden entfaltet sich ein erfrischender Geruch. Die Äpfel können als Küchen- und Tafeläpfel verwendet werden.

## Erhaltung
Da der Bestand von Hochstammbäumen des ‘Küttigen Dachapfels’ von 18.900 (1950) auf 1800 Bäumen (2017) stark zurückgegangen ist, beschloss der Gemeinderat Küttigens im Jahre 2017, Schutzzonen und Ersatzpflanzungen zu fördern. Nach weiterem Rückgang auf 1300 Bäume (2020) verschenkte die Gemeinde im Jahre 2020 60 junge Hochstammbäume.